# Sybra furtiva
Sybra furtiva är en skalbaggsart som beskrevs av Francis Polkinghorne Pascoe 1865. Sybra furtiva ingår i släktet Sybra och familjen långhorningar. Inga underarter finns listade i Catalogue of Life.